# Mayıs Sıkıntısı
Mayıs Sıkıntısı (turc: Núvols de maig) és una pel·lícula dramàtica turca del 1999 dirigida per Nuri Bilge Ceylan.

## Argument
Un dia de primavera, Muzaffer torna a la ciutat de Yenice a Çanakkale, on va passar la seva infantesa. Vol rodar una pel·lícula a la ciutat, que viu la seva pròpia vida. Després de buscar actors durant un temps, decideix agafar la seva mare i el seu pare. Mentre el seu pare intenta evitar que l'estat s'apodera de la seva terra, també actua a la pel·lícula del seu fill. Durant aquest període, el fill petit del seu oncle, Ali, està intentant comprar-se un rellotge musical. Saffet, del mateix poble, no pot entrar a la universitat i demana ajuda a Muzaffer per desfer-se de treballar a la fàbrica.

## Repartiment
- Mehmet Emin Toprak ~ Saffet
- Mehmet Emin Ceylan ~ Emin
- Fatma Ceylan ~ Fatma
- Muzaffer Özdemir ~ Muzaffer
- Muhammed Zımbaoğlu ~ Ali

## Recepció
A Metacritic, la pel·lícula té una puntuació mitjana de 75 sobre 100, cosa que indica "crítiques generalment favorables". A. O. Scott de The New York Times va argumentar que "durant gran part del seu temps d'execució, se sent difusa i anecdòtica, però en retrospectiva aprecies la subtilesa i el volum de la història, així com la delicada profunditat de l'enfocament del Sr. Ceylan […] part de la seva màgia rau en la capacitat del Sr. Ceylan de situar el món clarament abans. els teus ulls i et conviden a reflexionar sobre els seus misteris quotidians”.
A Variety', David Stratton va afirmar que “els preliminars desmesuradament llargs de la primera hora es podrien endurir. La segona meitat, però, arriba a un clímax subestimat però commovedor i extremadament satisfactori".

## Premis
Va guanyar la Tulipa d'Or al Festival Internacional de Cinema d'Istanbul del 2000.